# Panajotis Kone
Panajotis Kone (alb. Gjergji Kone, gr. Παναγιώτης Γεώργιος Κονέ; ur. 26 lipca 1987 w Tiranie) – grecki piłkarz albańskiego pochodzenia występujący na pozycji pomocnika we włoskim klubie Udinese Calcio oraz w reprezentacji Grecji.

## Kariera klubowa
Panajotis Kone jest wychowankiem Olympiakosu Pireus. Grał także w juniorach francuskiego RC Lens. W 2005 roku trafił do AEK-u Ateny. W ciągu dwóch sezonów rozegrał w jego barwach 23 mecze w greckiej lidze i strzelił 2 gole. Potem występował w Iraklisie Saloniki. Tu otrzymywał więcej szans na grę i jego licznik zatrzymał się na 49 meczach ligowych jako zawodnik Iraklisu. Strzelił też 8 bramek.
Przed sezonem 2010/2011 trafił do włoskiej Brescii. Pierwszego gola w Serie A strzelił w przegranym 1:2 meczu 5. kolejki przeciwko Bari.

## Kariera reprezentacyjna
Panajotis Kone występował w młodzieżowej reprezentacji Grecji. We wrześniu 2010 został powołany przez Fernando Santosa do pierwszej reprezentacji na mecze eliminacji do Euro 2012 przeciwko Gruzji i Chorwacji. W reprezentacji ostatecznie zadebiutował 17 listopada 2010 w sparingu z Austrią (2:1).